# 江草村
江草村（えぐさむら）は山梨県北巨摩郡にあった村。現在の北杜市須玉町江草にあたる。

## 地理
- 山：斑山、茅ヶ岳、金ガ岳、曲岳
- 河川：塩川

## 歴史
- 1889年（明治22年）7月1日 - 町村制の施行により、近世以来の江草村が単独で自治体を形成。
- 1956年（昭和31年）9月30日 - 須玉町に編入。同日江草村廃止。

## 名所・旧跡・観光スポット・祭事・催事
- 根古屋神社の大ケヤキ